# Brucepattersonius griserufescens
Brucepattersonius griserufescens är en art i familjen hamsterartade gnagare som förekommer i Brasilien.
Med en kroppslängd (huvud och bål) av 9,3 till 10,9 cm, en svanslängd av 9,7 till 11,2 cm och en vikt av 20 till 27 g är arten en liten medlem av släktet Brucepattersonius. Den har 2,4 till 2,6 cm långa bakfötter och 1,6 till 1,9 cm stora öron. Håren som bildar ovansidans päls är gråa vid roten, orangebruna i mitten och bruna vid spetsen vad som ger ett mörkbrunt utseende. Undersidans päls är grå, ibland med inslag av ockra och hos några exemplar inte tydlig ljusare än ovansidan. Arten har 2 mm långa klor vid framtassen och 4 mm långa klor vid bakfoten.
Utbredningsområdet är bergstrakter nära Atlanten i de brasilianska delstaterna Espírito Santo, Rio de Janeiro och sydöstra Minas Gerais. Arten vistas i regioner som ligger 1400 till 2100 meter över havet. Habitatet utgörs av fuktiga bergsskogar och fuktiga buskskogar.
Inget är känt om levnadssättet.
Beståndet hotas antagligen av landskapsförändringar. För Brucepattersonius griserufescens är bara ett fåtal fynd dokumenterade. IUCN listar den med kunskapsbrist (DD).